# Années 770 av. J.-C.
Les années 770 av. J.-C. couvrent les années de 779 av. J.-C. à 770 av. J.-C.

## Événements
- Vers 780-760 av. J.-C. : règne d’Alara, roi de Kouch (Napata)[1].
- 778 av. J.-C. : mort de Parshvadeva, 23e prophète jaïna. Il serait né vers 817 à Bénarès et mort dans le Magadha après un jeûne d’un mois. Littérature védique attestée en Inde (Brāhmanas)[2].
- 6 septembre 776 av. J.-C. : éclipse solaire observée en Chine[3].

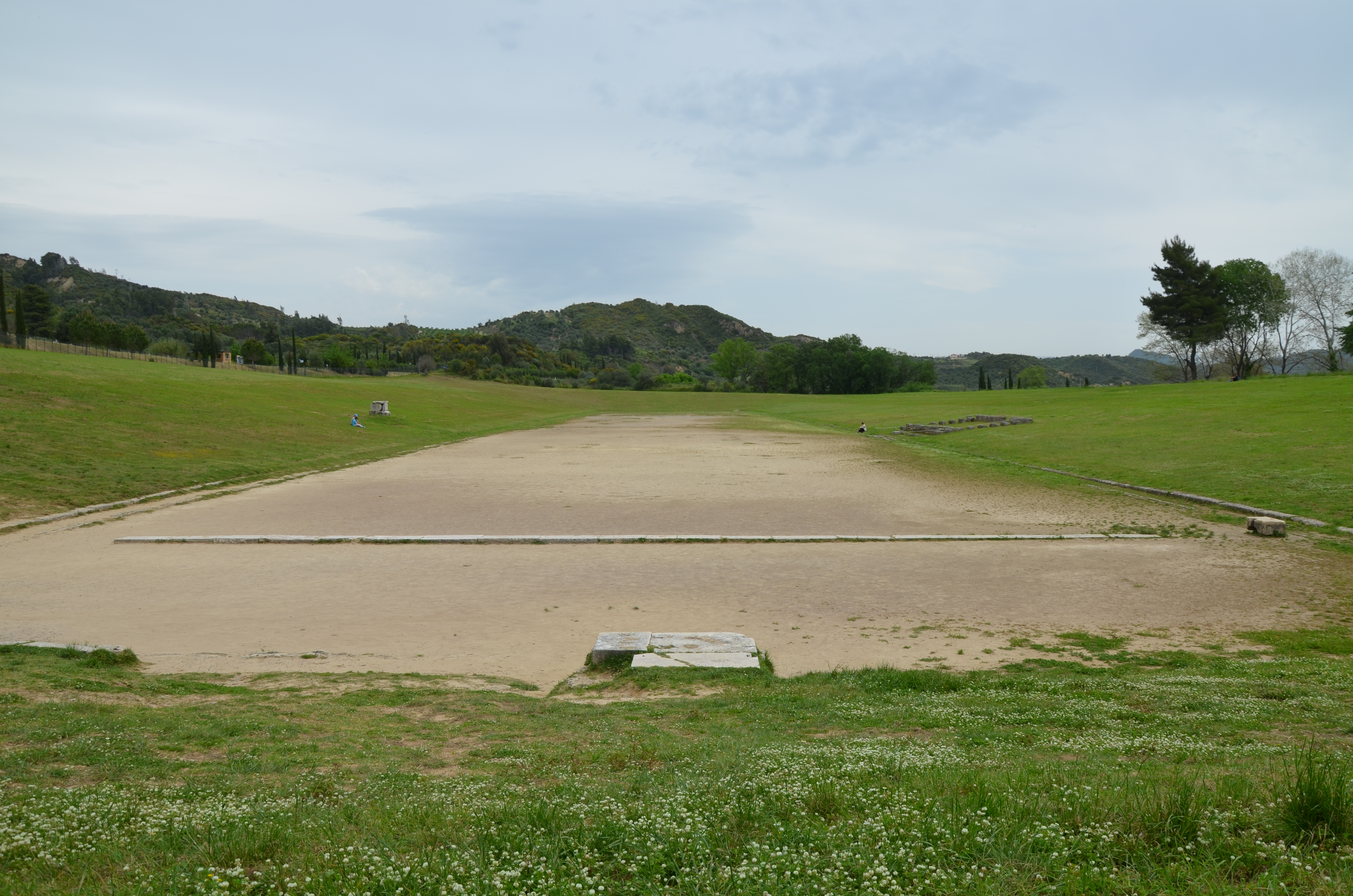
Le stade d’Olympie.

- 776 av. J.-C. : fondation des Jeux olympiques, point de départ de la chronologie selon Hippias (Ve siècle av. J.-C.). Corèbe d'Élis est champion olympique de la course pédestre du stade (environ 192 m)[4].

- Vers 775 av. J.-C. : installation de colons grecs de Chalcis et d’Erétrie sur l'ile de Pithécusses, aujourd'hui Ischia, en bordure du golfe de Naples. Ils y développent des ateliers de traitement de minerais de fer mis au jour par les fouilles, avant de s’installer à Cumes entre 750 et 730 av. J.-C., puis à Naxos, Catane, Léontinoi, Zancle, Rhégion[5]. La première vague de colonisation des cités grecques caractérisée par une recherche de terres étendues, commence (fin vers 675 av. J.-C.). Eubéens, Corinthiens, Mégariens, Achéens, Laconiens quittent la Grèce pour s’installer en Italie du Sud (Grande-Grèce) et en Sicile[6],[7].

- 24 juin 772 av. J.-C. : éclipse solaire[3].
- 773 av. J.-C. : le pharaon Chéchonq III se fait enterrer à Tanis où il a fait construire la porte monumentale d’Amon[8]. son fils Pimay règne sur la Basse-Égypte jusqu’en 767 av. J.-C.[9].
- 772-755 av. J.-C. : règne d’Ashur-dân III, roi d’Assyrie. Épidémies de peste, révoltes à Assur, Arrapha et Guzana (Tell Halaf) pendant le règne de Ashur-dân III[10].
- Vers 774 av. J.-C. : mort de Pumiyaton. Début du règne supposé de Milkiram, roi de Tyr[11].